# Calatorao
Calatorao – gmina w Hiszpanii, w prowincji Saragossa, w Aragonii, o powierzchni 48,15 km². W 2011 roku gmina liczyła 3015 mieszkańców.
W miejscowości jest przystanek kolejowy Calatorao.